# Batman (Turquía)
Batman (en kurdo: Êlih) es una ciudad y distrito situada en la región de Anatolia Suroriental, en Turquía, y la capital de la provincia de Batman. Cuenta con una población de 313.355 habitantes (2007). Es una importante área productora de petróleo con refinerías, con una producción de 22.000 barriles diarios.

## Historia
Hasta la década de 1950, Batman era un pueblo con una población de alrededor de 3000 habitantes. Sin embargo, se descubrieron campos de petróleo a su alrededor en la década de 1940, lo que resultó en un rápido desarrollo del área y en la afluencia de mano de obra de otras partes de Turquía.
En 1957, el pueblo (anteriormente denominado Iluh) recibió el nombre de Batman, en honor al río homónimo, recibió el estatus de ciudad y se convirtió en un centro de distrito. Como resultado, su población multiplicó muchas veces su tamaño anterior. En 1967 se construyó un oleoducto de 511 km de largo desde Batman hasta la ciudad portuaria de Dörtyol, cerca del punto más oriental de la costa mediterránea, para transportar el petróleo crudo de la refinería de Batman. En 1990, la ciudad se convirtió en la capital de la recién creada provincia de Batman.

### Conflicto kurdo-turco
El desarrollo de Batman debido al petróleo también resultó en la reubicación de los turcos en una provincia de Batman mayoritariamente poblada por kurdos. Esto ha traído conflictos étnicos que se intensificaron en la década de 1990. Más de 180 civiles fueron asesinados en el área de la ciudad de Batman por hombres armados no identificados entre 1992 y 1993.
En junio de 2000, el entonces alcalde Abdullah Akın intentó cambiar el nombre de hasta 200 calles y darles nombres de eventos de la historia kurda o de personas que apoyaron la cultura kurda, si bien los tribunales turcos no permitieron algunos de los nombres. En 2010, la ciudad fue la sede del primer festival de cine kurdo en Turquía. En la ceremonia de apertura, se leyó una carta en idioma kurdo del alcalde encarcelado Nejdet Atalay, destacando las luchas que los kurdos tienen que atravesar en una Turquía que no reconoce su idioma.

## Gobierno
Batman ha tenido numerosos alcaldes que han sido perseguidos judicialmente y encarcelados por el apoyo a los derechos de la población kurda.
En las elecciones locales de marzo de 2019, Mehmet Demir fue elegido alcalde de Batman, pero el 23 de febrero de 2020 fue destituido y se nombró a un administrador.